# مارس دايركت
مارس دايركت

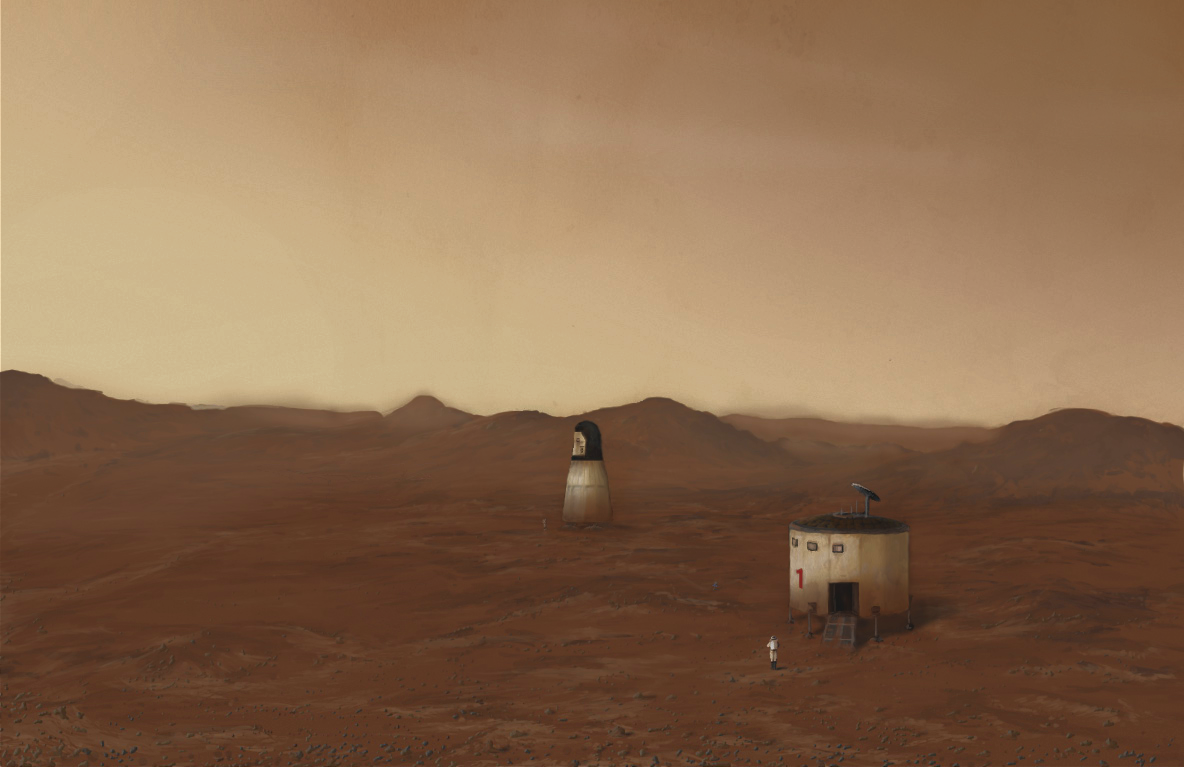

مارس دايركت (بالإنجليزية: Mars Direct)‏، وهي إحدى البعثات المأهولة المقترحة إلى كوكب المريخ والمزعوم أنها ستكون فعالة من ناحية التكلفة وممكنة وفقًا للتقنيات المتاحة حاليًا. وُضحت تفاصيل هذه البعثة المقترحة في البحث المُقدم بواسطة المهندسين روبرت زوبرن وديفيد بيكر بشركة مارتن ماريتا في عام 1990، وتوسعت تفاصيل البعثة بعد ذلك عندما نشر زوبرن كتابه عام 1996 بعنوان قضية المريخ. تعتبر هذه البعثة المقترحة عنصرًا أساسيًا في خطابات زوبرن ودعوته العامة بصفته رئيسًا لجمعية المريخ، وهي منظمة مُكرَّسة لدعم أفكار استعمار المريخ.

## تاريخ

### مبادرة استكشاف الفضاء
أعلن الرئيس الأمريكي جورج دبليو. بوش يوم 20 يوليو عام 1989 عن خطط مستقبلية عُرفت بمبادرة استكشاف الفضاء (SEI). وصف بوش في خطابه، على درج متحف الطيران والفضاء الوطني، الخطط طويلة الأمد التي ستنتهي ببعثة مأهولة للهبوط على سطح المريخ.
قُدر إجمالي المصروفات طويلة الأمد لهذا المشروع في دراسة عام 1990 بنحو 450 مليار دولار تقريبًا على مدار 20 إلى 30 سنة. سببت الدراسة التي عُرفت بـ«دراسة التسعين يومًا»، تحركًا للكونغرس الأمريكي لمعارضة مبادرة استكشاف الفضاء؛ لأنها ستتطلب أكبر قيمة للمصروفات الحكومية الموجهة لمشروع منفرد منذ الحرب العالمية الثانية. ورُفضت كافة الطلبات لتمويل هذه المبادرة خلال عام واحد.
أعلن دان غولدن، الذي أصبح مديرًا لوكالة ناسا يوم 1 أبريل عام 1992، تخلي وكالة ناسا رسميًا عن البعثات الاستكشافية المأهولة فيما بعد مدار كوكب الأرض خلال هذا الوقت، وأن الوكالة ستتجه لاستراتيجية البعثات الاستكشافية الروبوتية، والذي وصفها بالأسرع، والأفضل، والأرخص.

## مكونات البعثة
تشمل مكونات بعثة مارس دايركت المقترحة على مركبة إطلاق «الصاروخ آريس»، ومركبة للعودة إلى الأرض (ERV)، ووحدة سكن على المريخ (MHU).

### مركبة الإطلاق
تشمل الخطة تنفيذ عدة عمليات إطلاق باستخدام معززات صاروخية للرفع الثقيل بنفس حجم الصاروخ ساتورن 5المستخدم في برنامج أبوللو، والتي ستكون مشتقة من مكونات منظومة المكوك الفضائي. سُمي هذا الصاروخ المقترح «آريس»، وسيستخدم المعززات الصاروخية ذات الوقود الصلب المستخدمة في المكوك الفضائي، وخزان خارجي مُعدل من منظومة المكوك الفضائي، ومرحلة صاروخية ثالثة جديدة معتمدة على وقود الهيدروجين السائل والأكسجين السائل، لإدخال المركبة في مسارها إلى كوكب المريخ. سيضع الصاروخ آريس حمولةً بكتلة 121 طنًا في مدار دائري حول الأرض على ارتفاع 300 كيلومتر، ثم سيدفع 47 طنًا إلى المريخ.

### مركبة العودة إلى الأرض
صُممت مركبة العودة إلى الأرض لتتكون من مرحلتين. تحتوي المرحلة العليا على التجهيزات اللازمة لحياة الطاقم خلال رحلة العودة من المريخ إلى الأرض والتي ستستغرق نحو ستة أشهر. وتحتوي المرحلة السفلية على المحركات الصاروخية للمركبة مع مصنع صغير للمواد الكيميائية.

### وحدة السكن على المريخ
وهي عبارة عن مركبة مكونة من طابقين أو ثلاثة طوابق لتوفر بيئة متكاملة للمعيشة والعمل لطاقم الرحلة على المريخ. تحتوي هذه الوحدة على أماكن مخصصة للنوم، والتي توفر جانبًا من الخصوصية لكل فرد من أفراد الطاقم وتعتبر أيضًا مكانًا للأغراض والمتعلقات الشخصية، وبالإضافة إلى ذلك، تحتوي أيضًا هذه الوحدة على غرفة معيشة مشتركة، ومطبخ صغير، وغرفة للتمارين الرياضية، ووحدات للنظافة الشخصية مع دورة مغلقة لتنقية المياة. يمثل الطابق السفلي من هذه الوحدة غرفة العمل الرئيسية لأفراد الطاقم، إذ تحتوي على: معمل صغير لإجراء الأبحاث الجيولوجية وأبحاث علوم الحياة، منطقة تخزين للعينات، وأبواب ذات أنظمة غلق هوائي للوصول إلى سطح المريخ، وغرفة لارتداء بدلات الضغط قبل الخروج لإجراء العمليات على سطح الكوكب. ستتوفر الحماية ضد الأشعة الضارة الموجودة في الفضاء وعلى سطح المريخ، مثل الانفجارات الشمسية، من خلال نظام مُخصص للحماية موجود داخل المركبة ومسمى بـ«ملجأ العاصفة».
سيوجد بوحدة السكن على المريخ أيضًا متجول (روفر) كوكبي صغير ذو قمرات محافظة على الضغط، ومُخزن في الطابق السفلي من الوحدة إلى أن يُجمَّع على سطح المريخ. سيعمل هذا المتجول باستخدام محرك ميثان، وهو مُصمم لمد المدى التي يمكن إليه أن يستكشف رواد الفضاء سطح المريخ إلى نحو 320 كيلومترًا.
تبنت وكالة ناسا تصميم وحدة السكن على المريخ، والتي اقتُرحت أول مرة باعتبارها جزءًا من بعثة مارس دايركت، كجزء من مهمتها المرجعية لتصميم مركبات المريخ، والتي تستخدم وحدتين للسكن على المريخ، تُطلق إحداهما غير مأهولة لتهبط على المريخ لتكون منشأة مخصصة كمختبر للأبحاث هناك، بالإضافة إلى قدرتها على حمل متجول كوكبي ضخم. وتُطلق الوحدة الثانية بعد ذلك مع طاقم رواد الفضاء، ليكون تصميمها الداخلي مخصصًا فقط لتوفير مساحة المعيشة والتخزين.
نفذت جمعية المريخ برنامج محطة أبحاث المريخ التناظرية (MARS) لإثبات مدى فاعلية وحدة السكن على المريخ، والذي أنشأ عدد من النماذج الأولية لوحدة السكن على المريخ حول العالم.

## محطات أبحاث المريخ التناظرية
وضحت جمعية المريخ فاعلية وحدة السكن على المريخ من خلال برنامج محطة أبحاث المريخ التناظرية. تتكون هذه المحطات من أسطوانات عمودية ذات طابقين أو ثلاثة طوابق بقطر 8 أمتار وارتفاع 8 أمتار تقريبًا. تخطط جميعة المريخ باستراليا لبناء محطتها الخاصة بناءً على تصميم مارس أوز. يتميز هذا التصميم بأسطوانة أفقية بقطر 4.7 متر وبطول 18 متر، مع مقدمة مدببة. ستستخدم وحدة أخرى مماثلة لتكون مرأبًا ووحدة طاقة ودعم لوجيتسي.
ذُكرت بعثة مارس دايركت في قناة ديسكفري التلفزيونية: في برنامج المريخ: الجبهة التالية، والذي كان يناقش القضايا المتعلقة بتمويل ناسا للمشروع، وفي برنامج المريخ السري، الذي كان يناقش هذه الخطة بشكل مُفصل.

## وصلات خارجية
- جمعية المريخ (بالإنجليزية)